# Hoffman (Oklahoma)
Hoffman és un poble dels Estats Units a l'estat d'Oklahoma. Segons el cens del 2000 tenia 148 habitants.

## Demografia
Segons el cens del 2000, Hoffman tenia 148 habitants, 58 habitatges, i 42 famílies. La densitat de població era de 219,8 habitants per km².
Dels 58 habitatges en un 32,8% hi vivien nens de menys de 18 anys, en un 53,4% hi vivien parelles casades, en un 13,8% dones solteres, i en un 25,9% no eren unitats familiars. En el 22,4% dels habitatges hi vivien persones soles el 10,3% de les quals corresponia a persones de 65 anys o més que vivien soles. El nombre mitjà de persones vivint en cada habitatge era de 2,55 i el nombre mitjà de persones que vivien en cada família era de 2,91.
Per edats la població es repartia de la següent manera: un 28,4% tenia menys de 18 anys, un 5,4% entre 18 i 24, un 29,7% entre 25 i 44, un 25% de 45 a 60 i un 11,5% 65 anys o més.
L'edat mediana era de 37 anys. Per cada 100 dones de 18 o més anys hi havia 86 homes.
La renda mediana per habitatge era de 21.607 $ i la renda mediana per família de 25.625 $. Els homes tenien una renda mediana de 17.083 $ mentre que les dones 20.250 $. La renda per capita de la població era de 9.227 $. Entorn del 28,9% de les famílies i el 36,8% de la població estaven per davall del llindar de pobresa.

## Poblacions més properes
El següent diagrama mostra les poblacions més properes.